# 名和インターチェンジ
名和インターチェンジ（なわインターチェンジ）は、鳥取県西伯郡大山町名和にある山陰自動車道（名和・淀江道路）のインターチェンジである。東隣の中山インターチェンジとの間に中山・名和道路との境界がある。

## 道路
- E9 山陰自動車道 (13番)

## 接続する道路

### 直接接続
- 鳥取県道240号旧奈和西坪線

### 間接接続
- 国道9号

## 歴史
- 2008年3月29日 : 当IC-大山IC間開通に伴い供用開始。
- 2013年12月21日 : 赤碕中山IC-当IC間開通 [1]。

## 料金所
- 無料区間のためなし

## 周辺
- 道の駅大山恵みの里
- 名和神社
- JR御来屋駅
- 名和総合運動公園（名和スポーツランド）

## 隣
E9 山陰自動車道
(12)赤碕中山IC - (12-1)中山IC - (13) 名和IC - (14) 大山IC